# Gamla Kairo
Gamla Kairo (arabiska: القاهرة Masr el Adima) är en del (kism) av Kairo som innehåller kvarlevor från de städer som var huvudstäder före Kairo, såsom Fustat, samt några av grunderna från stadens varierande historia. Det innefattar till exempel koptiska Kairo och dess många kyrkor och ruiner av romerska befästningar. Dagens turister besöker platser som Koptiska museet, Fort Babylon, Hängande kyrkan och andra koptiska kyrkor, Ben Ezra-synagogan och Amr ibn al-As-moskén. Fort Babylon är ett romerskt fort runt vilket ett flertal koptiska kyrkor har byggts.
Greve Gabriel Habib Sakakini Pasha (1841–1923), som var ett känt namn under sin tid, byggde ett palats och en kyrka i El-Sakakini-området 1897 samt etablerade den romersk-katolska begravningsplatsen i Gamla Kairo.

## Medeltida historia

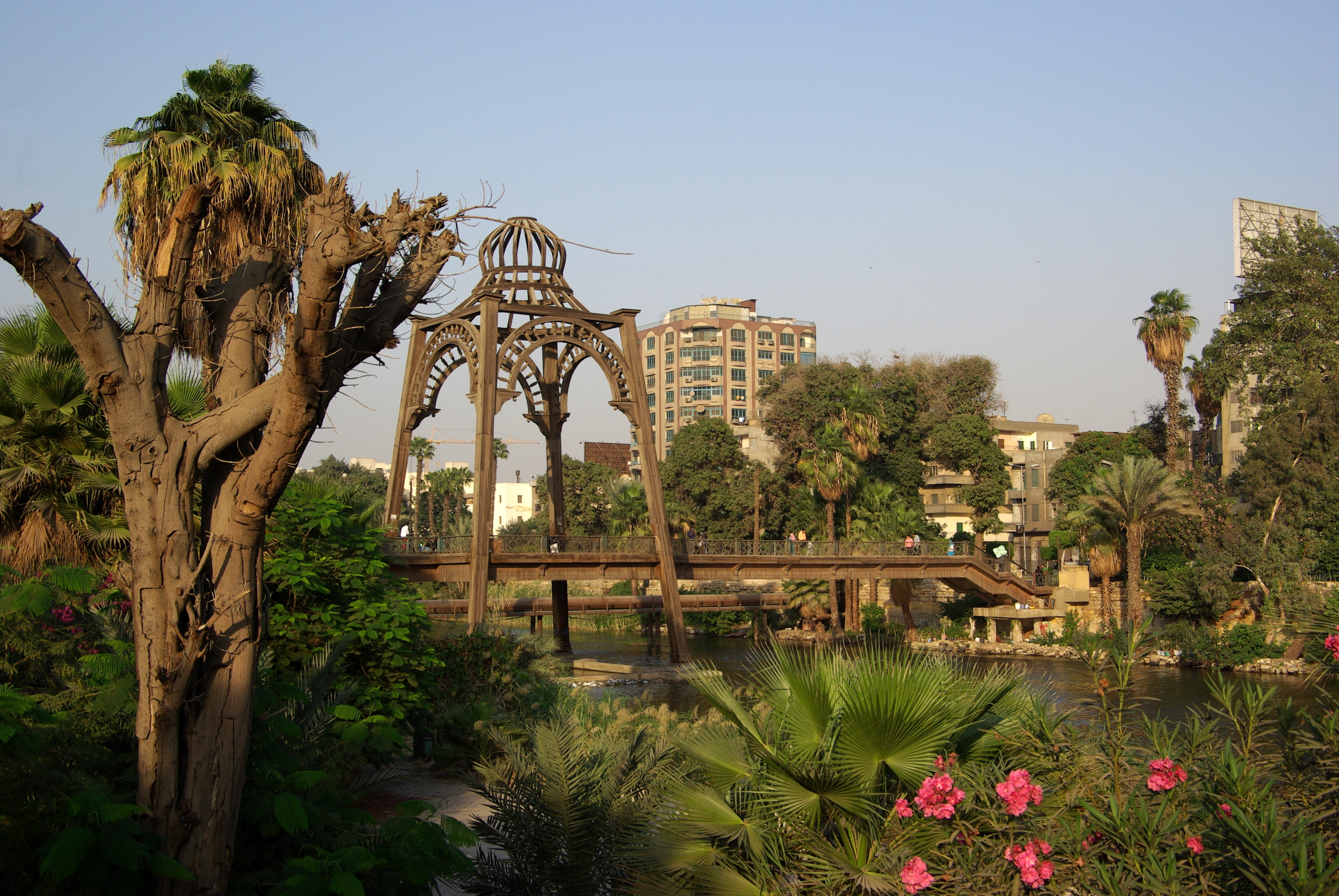
Kairo, kanalen mellan ön Rhoda och Gamla Kairo

Under senare delen av 1400-atlet skedde två stora förändringar i Kairo: hamnen Boulaq och distriktet Azbakeya i de nordvästra delarna av staden. Stadens gränser hade varit oförändrade under de senaste 300 åren enligt de kartor som upprättades av den franska expeditionen 1798. Med Baibars erövring av Cypern 1428 blev Bulaq den dominerande hamnen i Gamla Kairo.